# Земляная, Татьяна Евсеевна
Татьяна Евсеевна Земляная (20 января 1917 года, деревня Озера, Полтавская губерния, Российская империя — 21 января 2000 года, Озера, Кобелякский район, Полтавская область, Украина) — колхозница, Герой Социалистического Труда (1950).

## Биография
Родилась 20 января 1917 года в крестьянской семье в деревне Озера Полтавской губернии (сегодня — Кобелякский район Полтавской области). Закончила четыре класса начальной школы. В 1930 году вступила в колхоз «Искра» Кишеньского района Полтавской области. В 1943 году была назначена звеньевой полеводческого звена.
В 1949 году полеводческое звено под руководством Татьяны Земляной собрало по 77 центнеров кукурузы с участка площадью 10 гектаров. За этот доблестный труд она была удостоена в 1950 году звания Героя Социалистического Труда.
В мае 1950 года была назначена бригадиром колхоза «Искра».
В 1973 году вышла на пенсию. Скончалась 21 января 2000 года.

## Награды
- Герой Социалистического Труда — указом Президиума Верховного Совета СССР от 16 июня 1950 года;
- Орден Ленина (1950);